# Batéguédia II
 (avril 2014).
Si vous disposez d'ouvrages ou d'articles de référence ou si vous connaissez des sites web de qualité traitant du thème abordé ici, merci de compléter l'article en donnant les références utiles à sa vérifiabilité et en les liant à la section « Notes et références ».
Batéguédia II est un village du Centre-Ouest de la Côte d'Ivoire, en Afrique de l'Ouest, créé en 1948. Ce village est situé à 30 km de Daloa et à 6 km de la route principale Duékoué-Daloa. Le nom du village provient de « batéguédea », qui signifie « enfant des bananiers ».

## Géographie
Les coordonnées géographiques sont 6° 48′ 38″ N, 6° 40′ 43″ O. Batéguédia II fait partie de la région du Haut-Sassandra.

## Société
Le village recense environ 1 000 habitants. La densité de population est très faible avec 68 hab./km2. La communauté autochtone Bété vit dans le village, avec une petite communauté Baoulé et Wé. Les autres communautés étrangères (Mossi, Baoulé, Senoufo, Malinké) vivent dans les 103 hameaux situés sur le terroir du village.  
Le village dispose d’infrastructures dont une école de 6 classes depuis 1986. Depuis 2003, le village est électrifié. 

## Activité économique
Le village est reconnu pour ses cultures de cacao et de café. Il bénéficie du soutien du gouvernement ivoirien et de son action mise en place à l’échelle nationale pour améliorer la qualité du cacao et du café produits en augmentant la productivité pour ainsi garantir des revenus réguliers aux producteurs.
Dans cette optique, le village accueille des champs de démonstration et de formation aux bonnes pratiques agricoles. 
Pour les aider à renouveler leurs plantations vieillissantes, le gouvernement ivoirien fournit aux producteurs qui en font la demande  des plants de cacao  développés par le Centre National de Recherche Agronomique). En 2013, un projet est également mis en place à Batéguédia II dans l’objectif de soutenir des producteurs de cacao du village pour contribuer à la réhabilitation des plantations de cacao vieillissantes grâce à l’introduction de la culture d’ombrage. 
Le terroir du village est arrosé par plusieurs rivières, nécessaires à la culture de riz. Un grand cours d’eau, la Lobo, délimite l’Ouest du terroir villageois, ce qui favorise l’activité de pêche pour les jeunes. Les populations de Batéguédia II cultivent également le maïs, l’arachide, l’igname, le haricot, le manioc et les légumes. 